# Swantje Schendel
Swantje Kristina Schendel (* 5. April 1988 in Celle) ist eine deutsche Politikerin (Bündnis 90/Die Grünen). Sie ist seit 2022 Abgeordnete des Niedersächsischen Landtags.

## Leben
Nach dem Abitur 2007 nahm Schendel ein Studium der Geschichte und Mathematik an der Technischen Universität Braunschweig auf, das 2012 mit dem Master für das Lehramt an Gymnasien abschloss. Von 2012 bis 2013 war sie als wissenschaftliche Mitarbeiterin am International Graduate Centre for the Study of Culture (GCSC) der Justus-Liebig-Universität Gießen tätig. Danach arbeitete sie bis 2022 als Lehrerin an der IGS Gifhorn, von 2017 bis 2022 als Jahrgangsleiterin.

## Politik
Schendel engagiert sich seit 2019 als „Lebensmittelretterin“ beim Verein foodsharing und war von 2020 bis 2021 als Aktivistin für die Flüchtlingshilfe Seebrücke Braunschweig tätig. Sie ist seit 2021 Mitglied bei Bündnis 90/Die Grünen.
Bei der Landtagswahl in Niedersachsen 2022 kandidierte Schendel für das Direktmandat im Wahlkreis 1 (Braunschweig-Nord). Sie belegte im Wahlkreis mit 26,6 % der Erststimmen den zweiten Platz und zog auf Platz 21 der Landesliste der Grünen in den Landtag ein.